# Ley de los números realmente grandes
La ley de los números verdaderamente grandes, atribuida a Persi Diaconis y Frederick Mosteller, establece que en una muestra lo suficientemente grande, cualquier cosa extraordinaria probablemente ocurrirá. Debido a que pasamos por alto eventos comunes, solo destacamos y le prestamos atención a eventos improbables, lo que sobrestima su frecuencia y genera apofenias. La ley busca desacreditar un supuesto factor de fenomenología sobrenatural y afirma que la mayor coincidencia en el universo sería que no existieran las coincidencias.

## Ejemplo
En un ejemplo simple, suponga que cierto evento improbable pero no imposible tiene una probabilidad de ocurrencia de 1 en 1000 (0,1 %) en un solo ensayo. Entonces, la probabilidad de que este evento no suceda al primer intento es de 99,9 %.
En un conjunto de 1000 intentos independientes, la probabilidad de que el evento no ocurra en ninguno de ellos es de {\displaystyle 0.999^{1000}=0.368} (36.8%). Ergo, la probabilidad de que el evento ocurra al menos una vez es {\displaystyle 1-0.368=0.632} (63.2 %).
Esto significa que el evento "improbable" tiene una probabilidad de ocurrencia de 63.2 % luego de 1000 ensayos y de 99.9% para 10 000 repeticiones. En otras palabras, si se tiene un número suficientemente grande para cualquier evento posible, aun en aquellos altamente improbables, lo más probable será que el "milagro" de hecho ocurra: la no ocurrencia es en realidad la opción más improbable.

## Pseudociencia
La ley se comprueba en las pseudociencias, llamada a veces el efecto Jeane Dixon (véase predicción retrógrada). En este caso, sostiene que cuantas más predicciones haga un psíquico, mayores son las posibilidades de que una de ellas acierte. Luego, si alguna profecía se cumple, el psíquico espera que el público olvide la vasta mayoría de predicciones que no ocurrieron.
Los humanos pueden ser susceptibles a esta falacia. Por ejemplo, una manifestación similar se encuentra en las apuestas, donde los jugadores tienden a recordar sus victorias y a olvidar sus pérdidas. Esto provoca una visión sobrestimada de sus verdaderas ganancias, aun cuando realmente hay pérdida neta.